# Sint Joosland
Sint Joosland est une ancienne commune néerlandaise, formée depuis une ancienne seigneurie, un hameau et un polder de la province de la Zélande.
Commune éphémère composée du seul hameau d'Oudedorp, de quelques fermes dispersées et des polders de Oud Sint Joostlandsche Polder et de Nieuw Sint Joostlandsche Polder, elle fut supprimée dès le 1er janvier 1816, pour former avec Nieuwland la nouvelle commune de Nieuw- en Sint Joosland.
Sur la carte ci-contre, Sint Joosland correspond à la partie méridionale et orientale de la commune de Nieuw- en Sint Joosland. Le centre en fut Oudedorp.

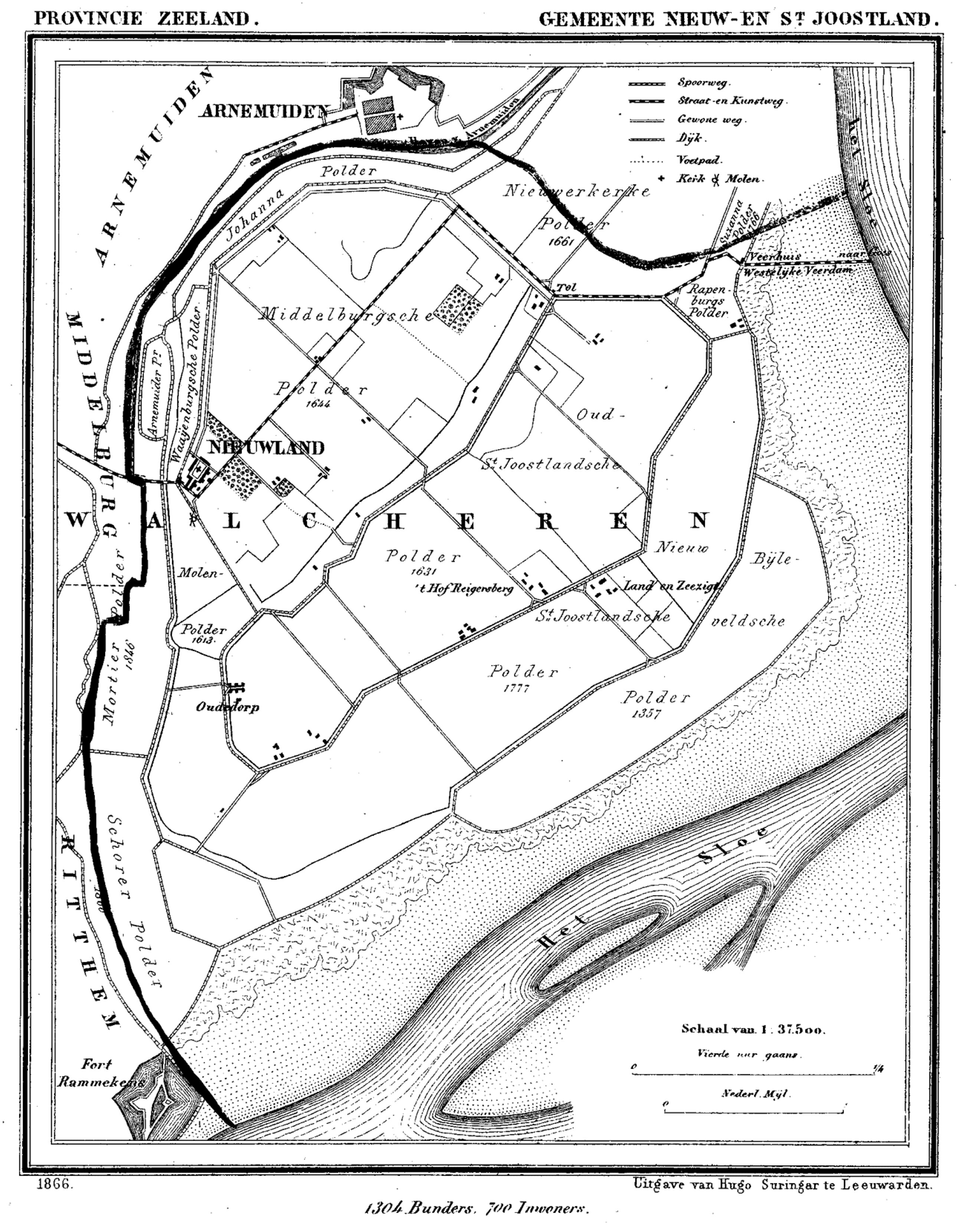
Nieuw- en Sint-Joosland en 1866